# Francisco de Paula Canalejas Casas
Francisco de Paula Canalejas y Casas (Lucena, 2 d'abril de 1834 - Madrid, 4 de maig de 1883) va ser un famós advocat, polític, catedràtic i escriptor espanyol del segle xix, germà de José Canalejas Casas.

## Biografia
De ben jove es va establir a Madrid, estudiant a l'Institut de San Isidro i a la Universitat Central de Madrid. Es va llicenciar en Filosofia i Lletres en 1856, i en Jurisprudència en 1857. El 1857 va ser nomenat catedràtic auxiliar de la Facultat de Filosofia i Lletres, i Doctor en 1858. El 13 de març de 1860, va guanyar la càtedra de Literatura general a la Universitat de Valladolid, d'on va tornar a la de Madrid com a catedràtic supernumerari en 1862. A l'any següent també va guanyar per oposició, la càtedra de Principis generals de Literatura, i Literatura espanyola, que va ocupar fins a 1872, quuan va ser traslladat a la d'Història de la Filosofia en el grup del Doctorat.
Com a advocat va aconseguir gran renom. Es va distingir en la redacció de Codis i, com a polític fou elegit diputat del Partit Radical pel districte de Nules a les eleccions generals espanyoles d'agost de 1872 i pel de Sort a les eleccions generals espanyoles de 1873. Durant molts anys va presidir la secció de Literatura de l'Ateneo de Madrid. Francisco de Paula era oncle del polític José Canalejas y Méndez, qui fou moltes vegades ministre, i després Primer Ministre entre 1910 i 1912.

## Obres i discursos
- Introducción al estudio de la Filosofía platónica
- Curso de Literatura general (II Toms, un 3r inèdit)
- Estudios críticos de Filosofía, Política y Literatura (I tom)
- Doctrinas religiosas del racionalismo contemporáneo (I tom)
- Las doctrinas del doctor iluminado Raimundo Lulio (I tom)
- Los poemas Caballerescos y los libros de Caballerías (I tom)
- La poesía Heroica popular castellana (I tom)
- La poesía moderna
- Discursos reunits de les discussions de l'Ateneo La poesía dramática, la poesía lírica y la poesía religiosa
- Conferèncias a l'Ateneo sobre la Poesía épica en la antigüedad y en la Edad Media
- Discurs llegit en la seva recepció a l'Acadèmia sobre Las leyes que presiden a la lenta y constante sucesión de los idiomas en la historia indoeuropea
- Contestación de don Juan Valera
- Los autos sacramentales de don Pedro Calderón de la Barca, discurs llegit a l'Acadèmia Espanyola
- Del carácter de las pasiones en la tragedia y en el drama, discurs llegit a l'Acadèmia Espanyola
- Discurs contestació al d'ingrés d'Agustín Pascual a l'Acadèmia Espanyola, sobre Las lenguas germánicas
- Discurs contestació al d'ingrés de Castelar a l'Acadèmia Espanyola, sobre Universalidad del arte
- Discurs llegit a la Universitat en doctorar-se, sobre la Ley de relación interna de las ciencias filosóficas
- Discurs a la Universitat, apertura del curs 1874-75, sobre La Voluntad; cartas a Campoamor sobre El Panteísmo
- Discurs sobre Cervantes en la vetllada que celebrà l'Acadèmia Espanyola el 23 d'abril de 1869
- Conferències sobre La educación literaria de la mujer (7 de març de 1869)
- Don Alfonso el Sabio, novel·la escrita amb 15 anys amb Castelar.